# Imigração alemã em Goiás
A Imigração Alemã em Goiás oficialmente iniciou com a vinda de um grupo de imigrantes de origem alemã que, por volta de 1924, se instalou às margens do rio Uvá, à 50 quilômetros da Cidade de Goiás, antiga capital do Estado de Goiás. 

## História

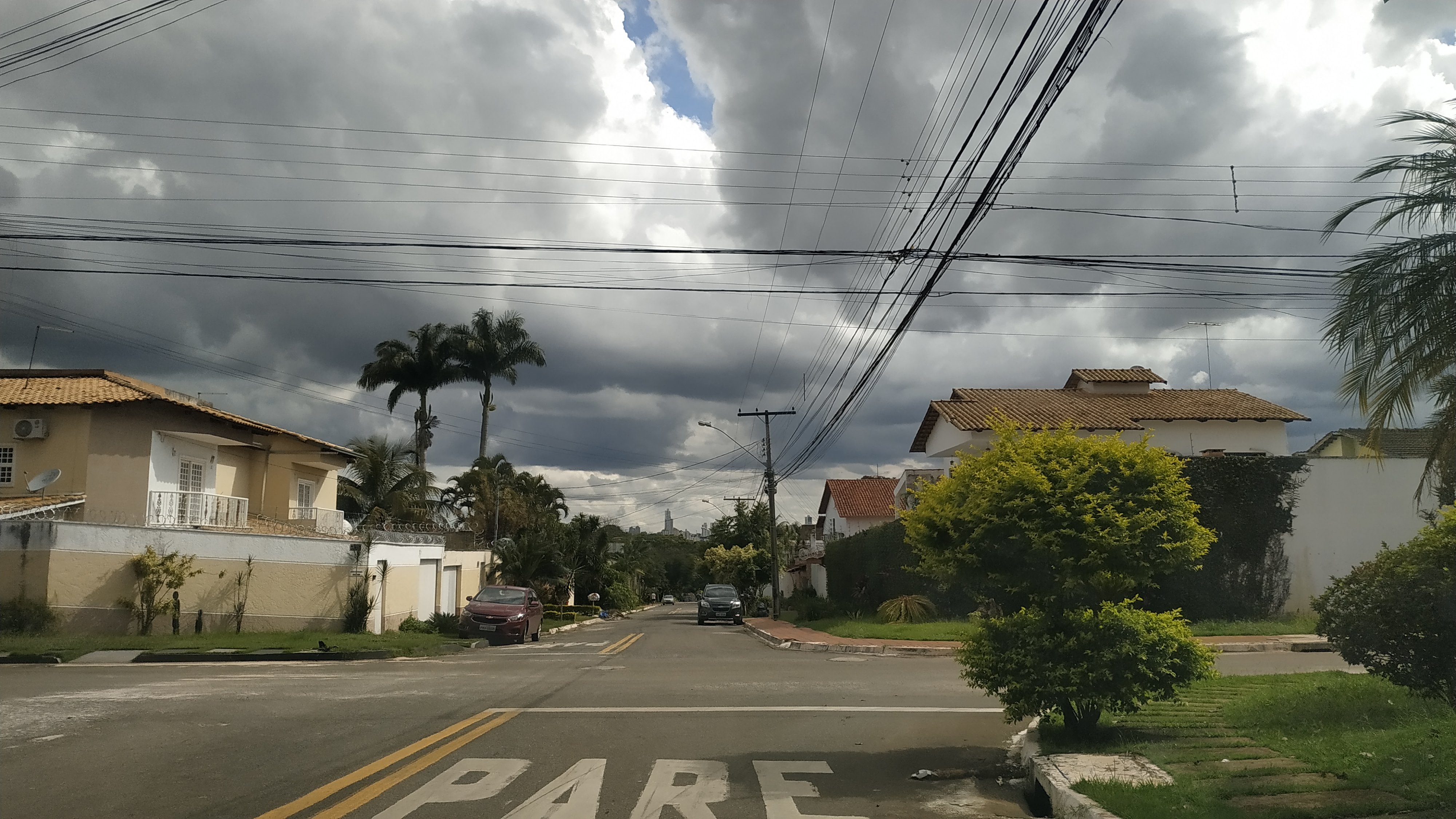
Jaó, bairro em Goiânia

A história da colonização germânica em Goiás remonta ao final do século 19, quando da chegada de religiosos alemães ao Estado, em 1894. Com o Sr. Dom Eduardo Duarte da Silva, bispo de Goiás, chegou o grupo de missionários, em dezembro de 1894. Os padres alemães continuaram a ser enviados ao Brasil até o final da década de 1930. Mais a única colônia oficial germânica nas regiões Centro-Oeste e Norte do Brasil foi estabelecida no distrito de Goiás em 1924. A Colônia de Uvá foi um assentamento rural que decorreu na doação por parte do governo goiano a 120 famílias que vieram do sudeste da Alemanha. Porém, a emissão definitiva dos títulos de posse das terras somente foi oficializada na década de 50, período                 no qual o distrito entrou em decadência. Logo, no final da década    de 1960, chegaram um grupo menonitas desde EUA e Canada. Os menonitas são uma comunidade étnico-religiosa de origem germânica disperso pelo mundo.

## Colonia Uvá
Naquela época, a o povoamento de Uvá foi composta por pequenas propriedades rurais e está voltada para a pecuária e a agricultura de subsistência. A sua população, estimada em aproximadamente 300 pessoas (90 famílias), sendo que, dessas, apenas alguns são alemães ou seus descendentes, e os demais brasileiros que pouco a pouco foram se estabelecendo na região.  A colônia era um programa ambicioso do governo goiano para acolhimento dos imigrantes germanos que fugiam de seu país.
A Colônia do Rio Uvá era composta inicialmente por 97 famílias de imigrantes oriundas de diversas regiões da Alemanha, tais como a Renânia, a Pomerânia, o Marco de Brandeburgo e a Prússia Oriental.
A chegada dos alemães até Goiás se deu em meio a muitas dificuldades, não havia estradas de ferro que chegassem até a capital, e o ponto mais próximo da
cidade de Goiás era Caraíba. As estradas de rodagem até a capital, a então cidade de Goiás, encontravam-se em péssimas condições e o meio de transporte mais utilizado era o de tração animal. Além disso, para pessoas que vinham de regiões urbanas como Berlim, uma cidade que oferecia conforto e qualidade de vida que naquela época, e ir para uma região totalmente isolada, de mata fechada, em meio a animais selvagens, foi uma experiência traumatizante.  Segundo documentos históricos consultados, os imigrantes alemães que vieram para o município de Goiás chegaram ao Rio de Janeiro no mês de maio de 1924 e se instalaram no centro de Imigrantes da Ilha das Flores até seguirem viagem para Goiás Ao chegar a capital naquela época Cidade de Goiás houve uma espera de três meses para depois ser encaminhados para os lotes prometidos. Além das dificuldades iniciais de assentamento, os alemães – em sua maioria, antigos operários da Renânia, ex-combatentes da Primeira Guerra e alguns poucos agricultores da Pomerânia, tiveram que aprender a lidar com trabalhos para os quais não estavam preparados. A tudo isso se somava a alimentação escassa e diferente daquela com a
qual estavam habituados, as condições climáticas com temperaturas pouco amenas e períodos intensos de chuva, entre outras situações adversas.  A falta de organização e compromisso com os acordos feitos no processo de colonização contribui para que muitos imigrantes partissem para o sul do Brasil, ficando na colônia poucas famílias e os alemães que permaneceram deram continuidade aos trabalhos, enfrentando as mesmas dificuldades.
A situação inicial dos alemães na Colônia do Rio Uvá é peculiar porque mostra como a comunidade tornou-se à época da imigração uma espécie de “ilha linguística”, as  dificuldades de acesso e contato com outras regiões povoadas por brasileiros naquela época, impôs aos imigrantes uma
situação de isolamento que proporcionou condições para que pudessem por algum tempo viver em um universo predominantemente germânico longe da Europa.
Pode dizer ainda que, a Colônia de Uvá sofreu também com a fundação de Goiânia, pois nessa época a cidade de Goiás passou por um declínio devido ao
impacto da transição da capital.

## Alemães em Goiânia
Não é segredo que depois da derrocada da Alemanha nazista do ditador Adolf Hitler na Segunda Guerra Mundial (1939-1945), dezenas de partidários do nacional-socialismo — Partido Nazista —, a maioria criminosos de guerra e genocidas, se refugiaram na América Latina.  Porém é pouco conhecida a história de uma leva de 50 oficiais da Wehrmacht — forças armadas da Alemanha hitlerista — que desembarcou em Goiânia como prisioneiros de guerra - chamados e conhecidos como "os alemães do Jaó" - vieram do Reino Unido para Goiás em 1947, durante a administração do governador Jerônimo Coimbra Bueno. Desconhecido ainda — e surpreendente — é que eles teriam desenhado a planta e construíram as avenidas e ruas do que é hoje o Setor Jaó, bairro nobre da capital Goiânia. Os prisioneiros ficavam acampados em barracas às margens do que é hoje a Represa Jaó, e eram vigiados pelo Estado. Mais tarde, todos eles, empregados pelo loteador, ganhariam a liberdade, e ao término dos trabalhos de loteamento do Setor Jaó, em 1952, os alemães receberam uma recompensa pela colaboração.. Diz-se que 47 deixaram a cidade após o fim do trabalho, a maioria foi convidada pelo presidente Juan Domingo Perón a mudar-se para Argentina. Outros, por conta própria, foram para São Paulo. Em Goiânia permaneceram apenas três: Werner Sonnenberg, Otto Hoffmann e Paul Boetcher.
Jerônimo Coimbra Bueno, especialista em urbanismo, teve a ideia de urbanizar a Fazenda Retiro, às margens do Rio Meia Ponte, que servia de acampamento aos alemães.
Livres para decidirem como seria o novo bairro, os alemães adotaram o nome Setor Jaó, em alusão a um pássaro comum à região. Eles impuseram os padrões germânicos aos logradouros, com ruas e avenidas largas e encurvadas, com os espaços verdes extremamente valorizados. Com exceção das Avenidas Belo Horizonte e Pampulha, os nomes das demais vias começavam o “J” de Jaó, uma característica alemã de não atribuir nomes aos endereços. Mesmo hoje, o traçado do Setor Jaó impressiona. O engenheiro e sanitarista alemão Werner Sonnemberg, um dos integrantes da leva dos 50 prisioneiros que desenharam o Jaó, foi o responsável pelo projeto de água e esgoto da cidade. O arquiteto e agrimensor alemão Josef Neddermeyer dirigiu a seção técnica de arquitetura e topografia das obras. Stefan Szucs, pintor húngaro, trabalhou no acabamento do Palácio das Esmeraldas, sede do governo goiano.
Ao término dos trabalhos de loteamento do Setor Jaó, em 1952, os alemães receberam uma recompensa pela colaboração. A maioria foi convidada pelo presidente Juan Domingos Perón a mudar-se para Argentina. Outros, por conta própria, foram para São Paulo. Em Goiânia permaneceram apenas três: Werner Sonnenberg, Otto Hoffmann e Paul Boetcher. Pouco se sabe do paradeiro do restante. Outros alemães que tem trabalhado para o governo goiano e ajudou na construção de Brasília.

## Os Menonitas em Goiás
Na década de 1960, um grupo de 280 Menonitas Holdeman (menonitas da Igreja de Deus em Cristo) mudou-se dos EUA para a região central do Brasil (400 km a oeste de Brasília, a capital do país), onde estabeleceram sua colônia a 20 kms de Rio Verde, no estado de Goiás em novembro de 1968. Os Menonitas Holdeman têm a sua origem com a chegada dos chamados  "menonitas russos e ucranianos" que são etnicamente de origem holandesa e alemã e que se estabeleceram no Condado de McPherson, Kansas e em outros lugares a partir de 1875 nos Estados Unidos da América. Também, muitos chegaram para Manitoba, Canada. Holdeman Menonitas en honra a seu fundador John Holdeman, um evangelizador que funda a Igreja de Deus em Cristo de confição Menonita. Holdeman escreveu extensivamente e viajou muito, e novas congregações foram formadas no Estados Unidos e Canadá. Hoje, com aproximadamente 500 habitantes.   
Eles mantêm contato com a comunidade menonita geral no Brasil através da distribuição da literatura anabatista/menonita. Embora estejam abertos para brasileiros, os menonitas de Holdeman têm padrões muito rigorosos. Os casamentos são em geral do tipo intra-étnicos e quando ocorre
alguma união interétnica a conversão à doutrina menonita é uma exigência. O relacionamento com o mundo externo é restrito e são pouco frequentes e têm a função de suprir as necessidades básicas como adquirir bens no comércio, ir ao médico ou ao dentista, estabelecer algum contato comercial ou profissional. Como colônia, mantêm sua própria escola e serviços eclesiásticos bilíngues: tendo português e inglês como línguas fundamentais.
A escola, é dirigida por um Conselho composto por cinco pais-diretores, podendo incluir cidadãos americanos e brasileiros.  A língua de ensino e instrução é o inglês e o português é ensinado como segunda língua. Diferentemente dos cultos da igreja, a escola não é aberta à comunidade externa, e os professores também são integrantes da comunidade, geralmente pais, mães ou parentes de alunos, ou pessoas que compartilham os mesmos preceitos religiosos. Os menonitas do Goiás mantem contatos com seus familiares e  muitos viajam para visitar seus familiares na América do Norte, retroalimentando as interações com seus familiares e amigos que deixaram para trás e assim, por meio do contato com outros falantes do local de origem, renovam e atualizam a variedade do inglês por eles falado. O programa curricular é compatível com o currículo adotado na maioria das escolas públicas americanas, com algumas adaptações para atender às necessidades locais e às orientações morais e religiosas do grupo. Os materiais didáticos são trazidos dos Estados Unidos ou produzidos na editora da comunidade.   
Com uma cultura de imigração desenvolvida ao longo de muitas gerações, os Menonitas chegaram a Goiás no final da década de 1960  oriundas dos Estados Unidos e Canadá. O primeiro, o fato de terem ouvido falar que se poderiam encontrar em solo brasileiro terras férteis para a agricultura a um custo infinita vezes menor do que no continente norte-americano. O segundo, Segundo, naquela época entrava no currículo das escolas americanas a disciplina Educação Sexual que, segundo conta, não foi vista pelos Menonitas como uma medida positiva, mas ao contrário como uma interferência do poder público em questões que dizem respeito à família exclusivamente. Esta comunidades, além do português, faz uso do inglês como língua de imigração. A língua inglesa assume funções no nível da estrutura social sistêmica em
praticamente todos os domínios de uso – na família, na escola, na vizinhança, no trabalho, exceto na igreja é onde o português é também usado durante as celebrações. A língua inglesa impõe-se não só como a língua dominante das interações sociais, mesmo assim, como a língua do grupo que tem maior prestígio e poder de controle das estruturas sociais da comunidade. O Plattdietsch (dialeto alemão), portanto, é falado somente por algumas pessoas de geração mais idosa.    
A comunidade conta com cerca de 77 famílias distribuídas em uma área da zona rural do sudoeste goiano e organizadas segundo uma estrutura social interna sistêmica em que se preservam elementos de sua cultura – língua (inglês), costumes, tradições, histórias, trabalho, comportamentos etc. – e que são reforçados pelas ações estruturantes do grupo. Ao presente, a comunidade é um povoamento de 500 habitantes.[carece de fontes?]